# 레이 프라이스
노블 레이 프라이스(Noble Ray Price, 1926년 1월 12일 ~ 2013년 12월 16일)는 미국의 컨트리 음악 가수, 작곡가, 기타리스트다. 그의 넓은 음역의 바리톤은 컨트리 음악계 남성 보컬 중에서도 가장 걸출한 것으로 이름 높으며, 컨트리 박자를 2/4에서 4/4로 변형한 것은 이른바 "레이 프라이스 비트"로서, 컨트리 음악의 대중화에 기여했다. 잘 알려진 노래로는 〈Release Me〉, 〈Crazy Arms〉, 〈Heartaches by the Number〉, 〈For the Good Times〉, 〈Night Life〉, 〈You're the Best Thing That Ever Happened to Me〉 등이다. 1996년 컨트리 음악 명예의 전당에 헌액되었다. 프라이스는 팔순 중반에 접어들었음에도 여전히 녹음과 투어를 이어나갔었다.

## 같이 보기
- 조니 캐시
- 잉글버트 험퍼딩크